# 三張犁狀元廟
25°01′30″N 121°33′55″E / 25.025103°N 121.565268°E
三張犁狀元廟，是位於臺灣臺北市信義區三張犁的廟，主祀傳說中的黃姓士人。

## 傳說
傳說此廟供奉的主神，是一位取得功名後到臺灣遊歷的黃姓士人，卻於松山染病客死他鄉，被附近民眾安葬於此廟地，因民間信仰認為客死他鄉者陰魂不散，便開始祭拜，並尊稱他為狀元。另一說是廟地原有一座古墳，一位先民見墓旁榕樹鬚垂至墓上，好心將鬚砍下，當晚便夢見一名白衣者稱自己為「黃狀元公」，責備其多事、破壞格局。該先民為補救，遂在墓旁建了座小廟祭祀。一段時日後，有人至小廟乞求靈驗，尤以升學功名頗為靈驗，香火愈發愈盛。
1993年11月8日，台北市民政局長莊芳榮在回答議員李逸洋諮詢時，列舉臺北市一些古廟已超過百年卻沒合法登記，提到此廟。

## 祭祀
世居三張犁的學子，會來此廟前來祈求考試順利。台北市文獻會在1988年6月14日於松山區公所舉辦的會談，耆老程水圳回憶，三張黎一帶的黃狀元公廟，香火鼎盛。據說香火最旺時，廟旁攤販雲集、謝神焚燒紙錢堆積如山，甚至為搶紙錢刮下錫箔賣錢而爭執打架。
臺灣類似這類以冠有科舉名銜為主神的廟還有白河舉人公廟。
2003年報導時，狀元廟香火已大不如前。該廟管理委員會主委林石園表示廟方現對於想要一夕致富的簽賭求明牌者敬謝不敏，一來污辱神格，二來也容易招惹簽賭不中的賭客來寺廟滋事。

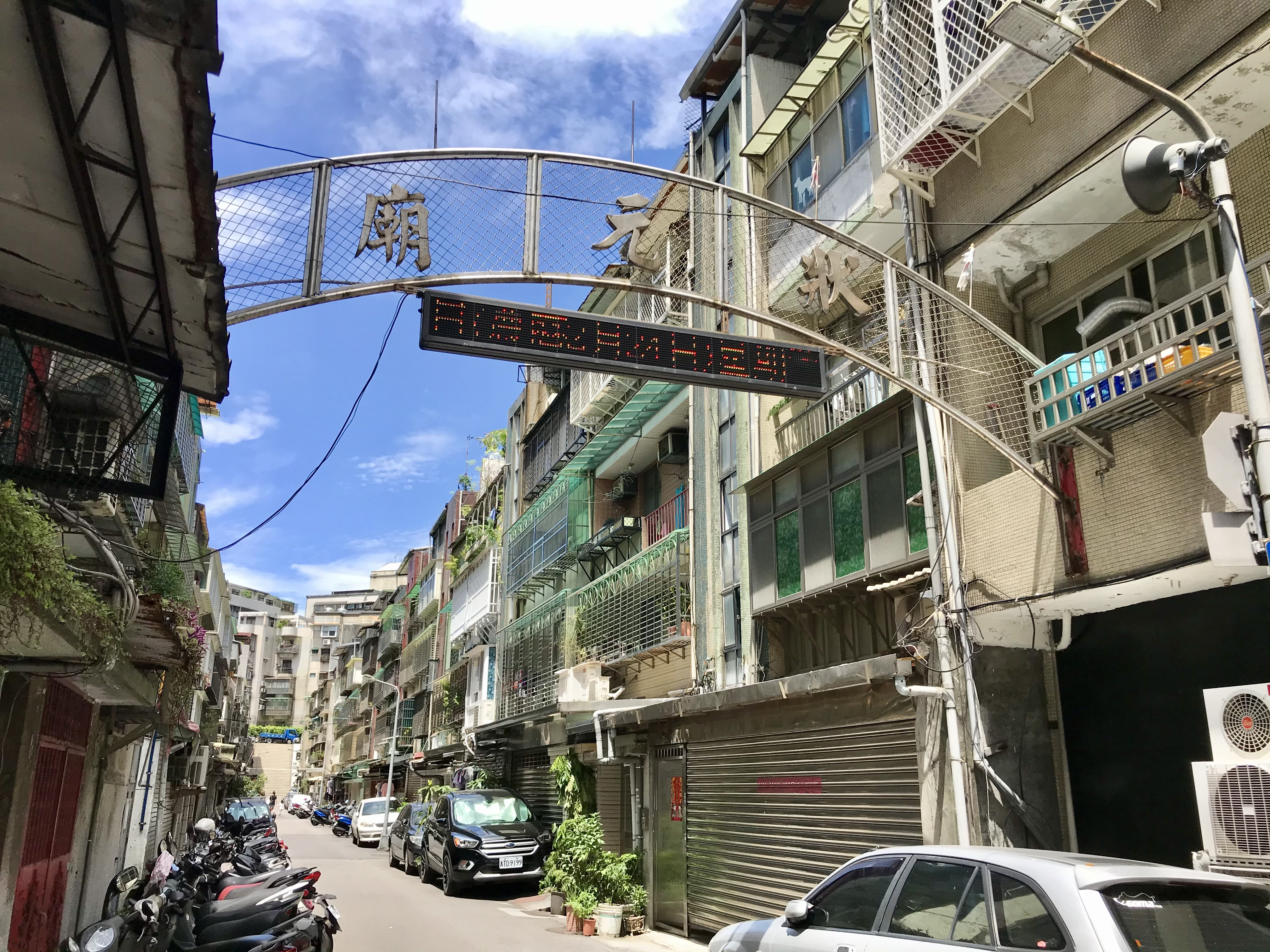
廟方以農曆二月廿四日為祭祀日。
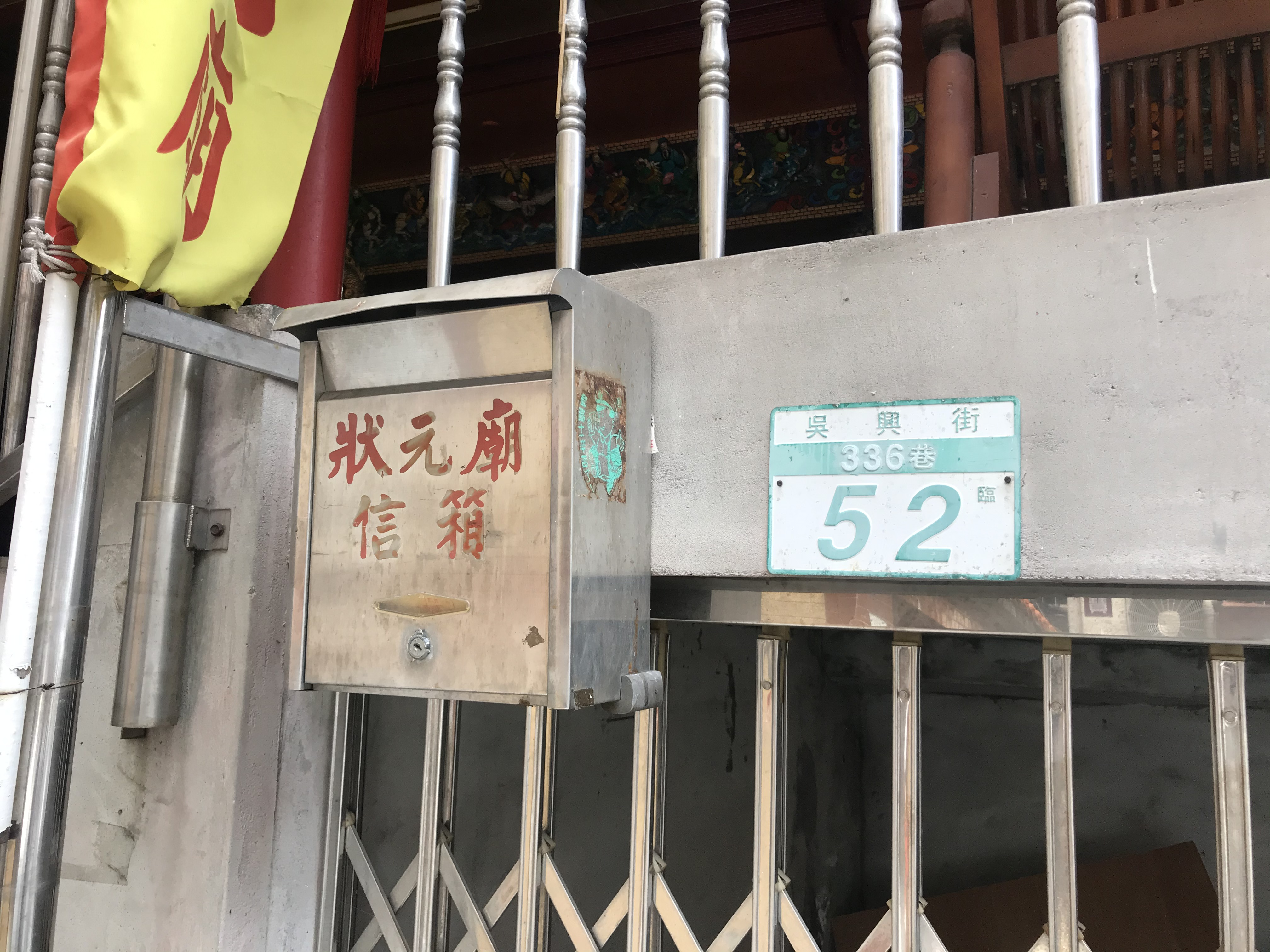
門牌為吳興街336巷52號。
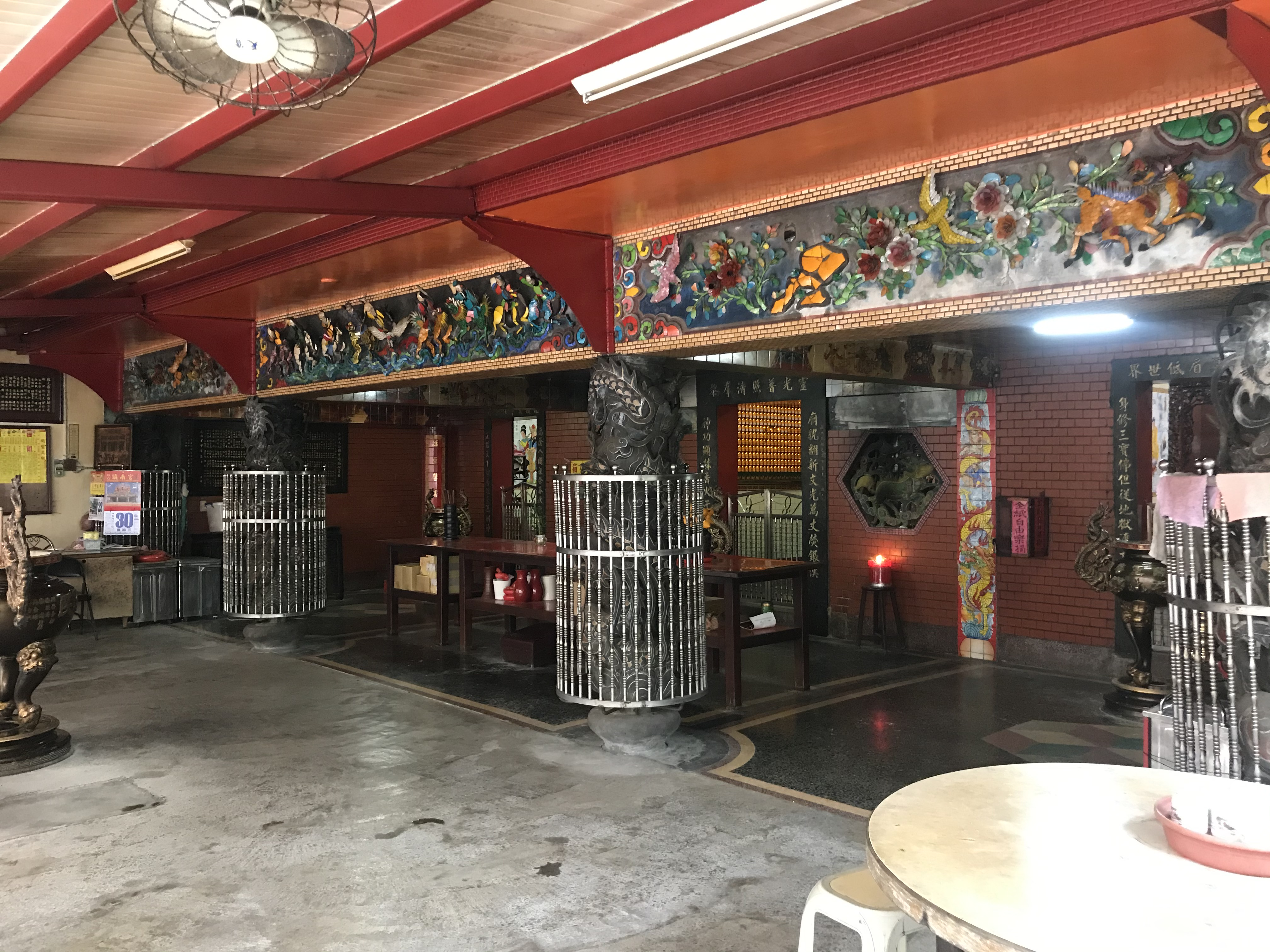
主廳主祀黃狀元公，左右陪祀為土地公及地藏王[1]。
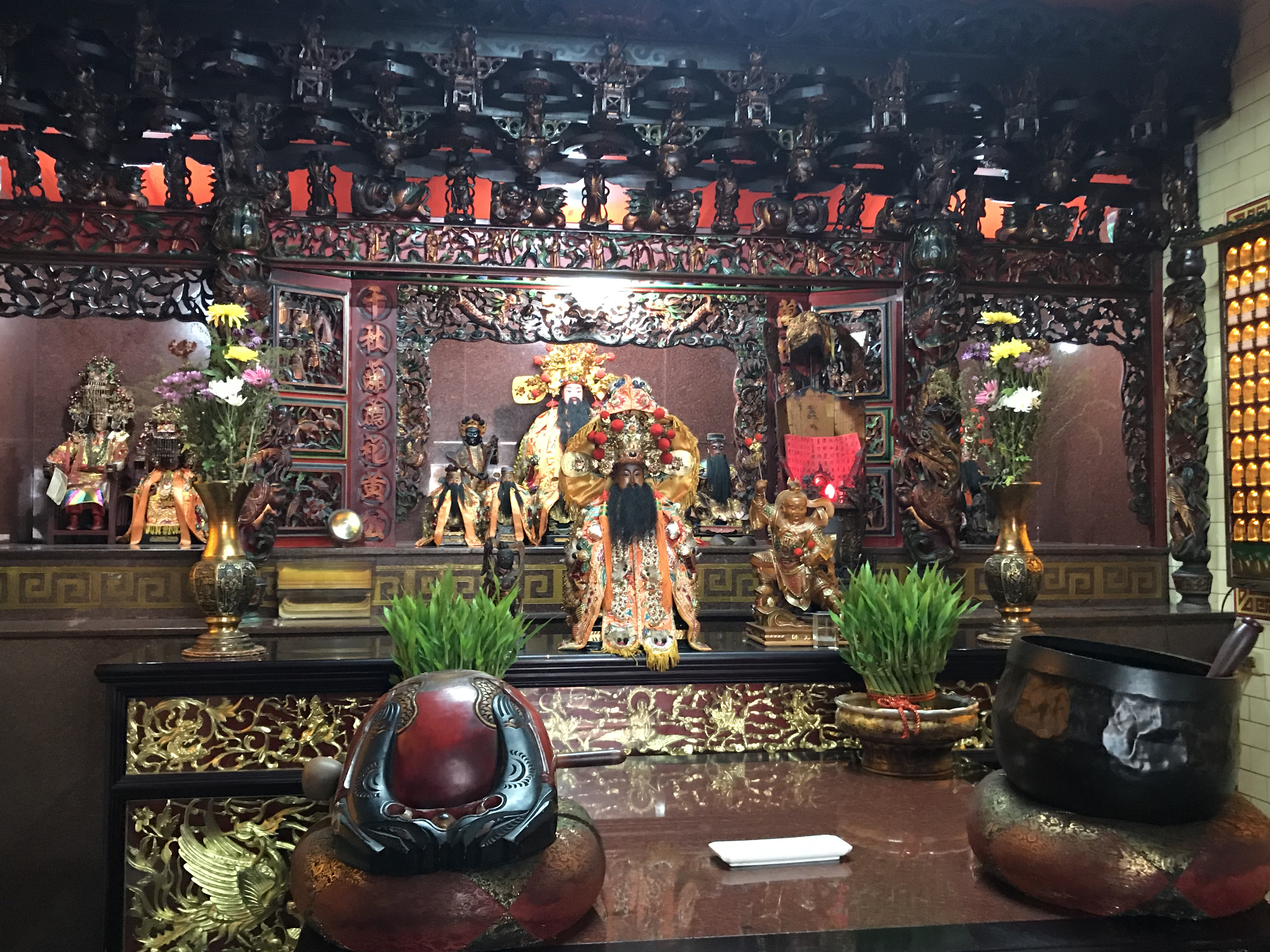
神像